# Gianbattista Baronchelli
Gianbattista Baronchelli (Ceresara, 6 september 1953) is een voormalig Italiaans wielrenner. Zijn bijnaam was Gibi.
Baronchelli was een beroepswielrenner van 1974 tot 1989 en won in totaal 134 wedstrijden, vooral in Italië, waaronder tweemaal de Ronde van Lombardije.
Zowel in zijn debuutjaar 1974 als in 1978 werd Baronchelli tweede in het eindklassement van de Ronde van Italië, beide keren op minder dan een minuut en beide keren achter een Belg; (Eddy Merckx en Johan De Muynck). Baronchelli won ook enkele etappes in de Ronde van Italië. Tijdens het wereldkampioenschap in 1980 werd hij tweede achter Bernard Hinault.

## Belangrijkste overwinningen
1973
- Ronde van Italië voor beloften
- Ronde van de Toekomst

1975
- Trofeo Baracchi (met Francesco Moser)
- Trofeo Laigueglia

1976
- Ronde van het Baskenland
- Ronde van Romagna

1977
- Ronde van Lombardije
- 18e etappe Ronde van Italië
- Ronde van Romandië
- Ronde van de Apennijnen

1978
- 10e etappe Ronde van Italië
- Ronde van Piëmont
- Ronde van de Apennijnen
- Trofeo Melinda
- Coppa Placci

1979
- Ronde van de Apennijnen
- Ronde van Romagna

1980
- Rund um den Henninger-Turm
- Ronde van Piëmont
- 11e etappe Ronde van Italië
- Ronde van Emilia
- Ronde van de Apennijnen
- Ronde van Reggio Calabria
- Coppa Sabatini
- Ruota d’Oro

1981
- 10e etappe Ronde van Italië
- Ronde van Toscane
- Ronde van de Apennijnen
- Ronde van Lazio

1982
- Ronde van de Apennijnen
- Trofeo Melinda

1984
- Ronde van Toscane

1985
- 3e etappe in de Ronde van Spanje

1986
- Ronde van Lombardije
- 4e etappe Ronde van Italië
- Memorial Nencini

## Resultaten in voornaamste wedstrijden
| Jaar | Ronde van Italië | Ronde van Frankrijk | Ronde van Spanje |
| ---- | ---------------- | ------------------- | ---------------- |
| 1974 | ↑                |                     |                  |
| 1975 | 10e              |                     |                  |
| 1976 | 5e               | opgave              |                  |
| 1977 | ↑ (1)            |                     |                  |
| 1978 | ↑ (1)            |                     |                  |
| 1979 |                  | opgave              |                  |
| 1980 | 5e (1)           |                     |                  |
| 1981 | 10e (1)          |                     |                  |
| 1982 | 5e               |                     |                  |
| 1983 | 16e              |                     |                  |
| 1984 | 6e               |                     |                  |
| 1985 | 6e               |                     | opgave (1)       |
| 1986 | opgave (1)       |                     |                  |
| 1987 | opgave           |                     |                  |

| Jaar | Milaan-San Remo | Ronde van Vlaanderen | Amstel Gold Race | Luik-Bast.‑Luik | Ronde van Lombardije | Waalse Pijl | Rund um den Henninger-Turm |  | WK op de weg |  | Wereldranglijsten |
| ---- | --------------- | -------------------- | ---------------- | --------------- | -------------------- | ----------- | -------------------------- |  | ------------ |  | ----------------- |
| 1974 | 26e             |                      |                  |                 |                      | 31e         |                            |  |              |  |                   |
| 1975 | 50e             | 28e                  |                  |                 | 7e                   |             |                            |  |              |  | 40e (SPP)         |
| 1976 | 14e             |                      |                  |                 |                      |             |                            |  | 42e          |  |                   |
| 1977 | 87e             |                      | 18e              |                 | ↑                    | 36e         |                            |  |              |  | 8e (SPP)          |
| 1978 | 86e             |                      |                  | 7e              | 6e                   | ↑           |                            |  | 16e          |  | 10e (SPP)         |
| 1979 | 54e             |                      |                  | 4e              | 23e                  | 15e         |                            |  |              |  | 19e (SPP)         |
| 1980 |                 |                      |                  |                 |                      | 9e          | Goud                       |  | ↑            |  | 7e (SPP)          |
| 1981 |                 |                      |                  |                 | 21e                  | 67e         |                            |  | 27e          |  |                   |
| 1982 |                 |                      |                  |                 | 6e                   |             |                            |  | 30e          |  |                   |
| 1983 |                 |                      |                  |                 | 26e                  |             |                            |  | 32e          |  |                   |
| 1984 | 31e             |                      |                  | 13e             |                      | 28e         | 8e                         |  | 20e          |  |                   |
| 1985 | 69e             |                      |                  |                 | 9e                   |             |                            |  | 60e          |  |                   |
| 1986 |                 |                      |                  |                 | ↑                    | 29e         |                            |  | 40e          |  |                   |
| 1987 | 131e            |                      |                  |                 |                      |             |                            |  |              |  |                   |